# نوبه الجاح (حبيش)

تعديل مصدري - تعديل

نوبه الجاح محلة تابعة لقرية الجاح، التابعة لعزلة جبل عميقة بمديرية حبيش إحدى مديريات محافظة إب في الجمهورية اليمنية، بلغ تعداد سكانها 59 حسب تعداد اليمن لعام 2004.